# Нижні Кінерки
Нижні Кіне́рки (рос. Нижние Кинерки) — селище у складі Новокузнецького району Кемеровської області, Росія. Входить до складу Сосновського сільського поселення.
Стара назва — Нижня Кінерка.

## Населення
Населення — 19 осіб (2010; 93 у 2002).
Національний склад (станом на 2002 рік):
- росіяни — 88 %